# Club Deportivo Los Tigres
Los Tigres fue un club de fútbol peruano, con sede en la ciudad de Iquitos, Provincia de Maynas, Departamento de Loreto. Fue fundado en 2005 y llegó a la Etapa Regional de la Copa Perú 2011.

## Historia
Fue fundado el 7 de enero del 2005 en honor al club Tigres de la UANL de Monterrey, México.

### Copa Perú 2010
El equipo logró llegar a la Etapa Regional donde fue eliminado por Atlético Pucallpa y Hospital.

### Copa Perú 2011
El equipo felino lograría la hazaña de llegar a la Etapa Nacional por primera vez en su historia, donde sería eliminado en octavos de final por Pacífico FC.
En  2013 no se presentó a jugar en la Liga Distrital de Iquitos.

## Uniforme
- Uniforme titular: Camiseta amarilla con una franja azul horizontal en el centro del pecho, pantalones azules y medias amarillas.

### Indumentaria y patrocinador
| Periodo         | Proveedor |
| --------------- | --------- |
| 2010-Actualidad | Walon     |

| Periodo         | Patrocinador |
| --------------- | ------------ |
| 2010-Actualidad | Palmerola    |

## Datos del club
- Mayor goleada conseguida:
  - En campeonatos nacionales de local: Los Tigres 8:1 Tecnológico Suiza (25 de septiembre del 2011).[1]
  - En campeonatos nacionales de visita: Sinchi Roca 5:9 Los Tigres (2009).
- Mayor goleada recibida:
  - En campeonatos nacionales de local:
  - En campeonatos nacionales de visita: Pacífico FC 4:1 Los Tigres (13 de noviembre del 2011)[2]

## Jugadores
Arqueros: Eloy Vela-Juan Pérez-jair trigoso
Defensas: Félix Iberico, Samuel Alván, Jaureman Romero, Jeremi trigoso, Jersson Ruiz, Alex Diaz
Volantes: Juan Zumaeta, César Hidalgo, Jamerson Acosta, Ian Del Águila, Éder Campos, Paulo Ríos, Erick Ramírez, Hildemaro Cárdenas, Henrry Padilla, 
Delanteros: Junior Zambrano, Isaac Pérez, Iván Pérez, Carlos Vargas, Branco Quiscube, Junior Greffos

## Palmarés

### Torneos regionales
| Competición regional               | Títulos     | Subcampeonatos |
| ---------------------------------- | ----------- | -------------- |
| Etapa Regional - Región III (0/1)  |             | 2011.          |
| Liga Departamental de Loreto (2/0) | 2010, 2011. |                |
| Liga Provincial de Maynas (1/2)    | 2009.       | 2010, 2011.    |
| Liga Distrital de Iquitos (2/1)    | 2009, 2010. | 2011.          |